# Rolf Bauditz
Rolf Bauditz (22. januar 1860 i København – 11. september 1937) var en dansk søofficer, bror til Knud Bauditz.
Han var søn af kaptajn Waldemar Gustav Otto Bauditz og hustru Elisabeth f. Owen og som en næsten enestående undtagelse i sin familie valgte Bauditz at gå søofficersvejen i stedet for at gå ind i Hæren. Han blev sekondløjtnant 1881 med Gerners Medalje, premierløjtnant 1882, kaptajn 1899 og kommandør 1908. Han var chef for Søminekorpsets 1. afdeling og stabschef hos viceadmiralen 1908-10, chef for Søværnets Officersskole 1910-15, for Konstabelskolen fra 1915 og for Søværnets Underofficersskole fra 1919. Han var formand for Undervisningsrådet for Søværnets skoler fra 1910, under Sikringsstyrkens etablering eskadrechef i Storebælt 1915-17 og i Øresund 1917-18. 1920 tog han afsked, men blev 1927 chef for Kystudkigsvæsenet.
Bauditz var Kommandør af 1. grad af Dannebrog, Dannebrogsmand og bar en række udenlandske ordener.
Han blev gift 9. november 1883 med Olga f. Baller (12. marts 1857 i København – 1937), datter af oberst og kammerherre F.F.H. Baller og Sophie f. Hyllested.